# 고인빈
고인빈(1992년 12월 1일 ~ )은 대한민국의 전직 스타크래프트, 스타크래프트 II 프로게이머이며 현 히어로즈 오브 더 스톰 프로게이머이다. 종족은 저그이며, 아이디는 hitmaN이다.
2011년 상반기 드래프트에서 위메이드 폭스의 추천선수로 입단하여 프로게이머 생활을 시작했다.
이후 팀이 해체되고 KT 롤스터에 입단하였다.
GSL 예선에서 김정우를 이기는 등 기대 이상의 선전을 하고 있으며, 새로운 유망주 선수로 주목되고 있다. 프로리그 데뷔전에서도 전태양을 상대로 승리하는 등 새로운 KT 저그 카드로 성장하였다.
2014년 8월 31일자로 KT 롤스터와의 계약이 만료되어 무소속 신분이 되었다.
2015년 히어로즈 오브 더 스톰으로 종목을 전향했다.

## 수상 경력
- 2014년 2014 WCS 코리아 시즌 2 핫식스 글로벌 스타크래프트 II 리그 코드 A 48강